# Steven Enoch
Steven Coy Enoch, né le 18 septembre 1997 à Norwalk, dans le Connecticut, est un joueur américano-arménien de basket-ball évoluant au poste de pivot.

## Biographie

### Carrière universitaire
Entre 2015 et 2017, il joue ses deux premières saisons en université avec les Huskies du Connecticut.
Entre 2018 et 2020, il poursuit son cursus universitaire avec les Cardinals de Louisville.

### Carrière professionnelle
Le 25 juillet 2020, Enoch signe son premier contrat professionnel avec l'Obradoiro CAB dans la Liga ACB au Espagne.
Il est automatiquement éligible à la draft 2020 mais n'est pas choisi.
En août 2021, Enoch rejoint pour deux saisons le Saski Baskonia, club de Liga ACB qui participe aussi à l'Euroligue.
En juillet 2023, Enoch signe avec le Türk Telekomspor dans Süper Ligi et participant parallèlement à l'Eurocoupe.

## Statistiques

### Universitaires
Les statistiques en matchs universitaires de Steven Enoch sont les suivantes :
| Saison    | Équipe      | Matchs | Titul. | Min./m | % Tir | % 3pts | % LF | Rbds/m. | Pass/m. | Int/m. | Ctr/m. | Pts/m. |
| --------- | ----------- | ------ | ------ | ------ | ----- | ------ | ---- | ------- | ------- | ------ | ------ | ------ |
| 2015-2016 | Connecticut | 27     | 0      | 6,9    | 54,3  | 0,0    | 42,9 | 1,48    | 0,04    | 0,04   | 0,11   | 1,63   |
| 2016-2017 | Connecticut | 29     | 3      | 12,1   | 41,0  | 0,0    | 68,2 | 2,28    | 0,14    | 0,24   | 0,55   | 3,38   |
| 2018-2019 | Louisville  | 34     | 14     | 19,2   | 52,8  | 35,9   | 81,8 | 5,21    | 0,18    | 0,18   | 0,62   | 9,44   |
| 2019-2020 | Louisville  | 31     | 28     | 20,4   | 51,6  | 33,3   | 74,0 | 5,58    | 0,42    | 0,26   | 0,61   | 9,45   |
| Total     |             | 121    | 45     | 15,1   | 50,7  | 34,3   | 73,6 | 3,77    | 0,20    | 0,18   | 0,49   | 6,25   |